# Великокінь Григорій Іванович
Григорій Іванович Великоконь (1920—1982) — старший сержант Робітничо-селянської Червоної Армії, учасник нацистсько-радянської війни, Герой Радянського Союзу (1945).

## Біографія
Григорій Великокінь народився 23 вересня 1920 року в селі Богданівка (тепер — Шосткинський район Сумської області України) в селянській родині. Отримав неповну середню освіту, після чого працював у колгоспі. У 1940 році Великоконь був призваний на службу в Робітничо-селянську Червону Армію Шосткинським районним військовим комісаріатом, служив на Далекому Сході, командував відділенням.

## Війна
З 1941 року — на фронтах Великої Вітчизняної війни. Брав участь у боях на Центральному і 1-му Білоруському фронтах, три рази був поранений в боях. Член ВКП(б) з 1943 року.
Наказом по 422-го стрілецького полку №: 71/н від: 01.03.1944 року помічник командира взводу 7-ї стрілецької роти сержант Великоконь нагороджений медаллю «За відвагу» за те, що під час наступу полку в районі дер. Язвин Паричского району Поліської області БРСР закидав гранатами ручний кулемет противника і знищив 4 німецьких солдатів.в тому числі 2-х під час виходу з оточення.Легко поранений 8.03.1944 року.
До червня 1944 року старший сержант Григорій Великоконь командував взводом 422-го стрілецького полку 170-ї стрілецької дивізії 48-ї армії 1-го Білоруського фронту. Відзначився під час звільнення Гомельської області Білоруської РСР.
24 червня 1944 року взвод Великоконя атакував висоту 147,1 біля села Запіллі Рогачевського району на західному березі річки Друтий. Великоконь першим піднявся в атаку і зі своїм взводом вибив противника і першої траншеї, особисто знищивши понад 20 ворожих солдатів і офіцерів. Коли взвод захопив висоту, противник зробив контратаку на його позиції. З криком: «За Батьківщину! За Сталіна!» — Великоконь захопив свій взвод в атаку і кулеметним вогнем знищив 24 солдатів і офіцерів противника. Надалі в бою за село Запіллі взвод знищив розрахунок ворожої батареї, просуванню заважала стрілецьких підрозділів, захопивши 4 гармати і 4 автомашини. В бою Великоконь отримав важке поранення, але продовжував керувати взводом, поки командир батальйону не наказу евакуювати його з поля бою.
Указом Президії Верховної Ради СРСР від 24 березня 1945 року за зразкове виконання бойових завдань командування на фронті боротьби з німецькими загарбниками і проявлені при цьому мужність і героїзм" старший сержант Григорій Великоконь був удостоєний високого звання Героя Радянського Союзу з врученням ордена Леніна і медалі «Золота Зірка» за номером 608.
В грудні 1945 року Великоконь був демобілізований.

## Після війни

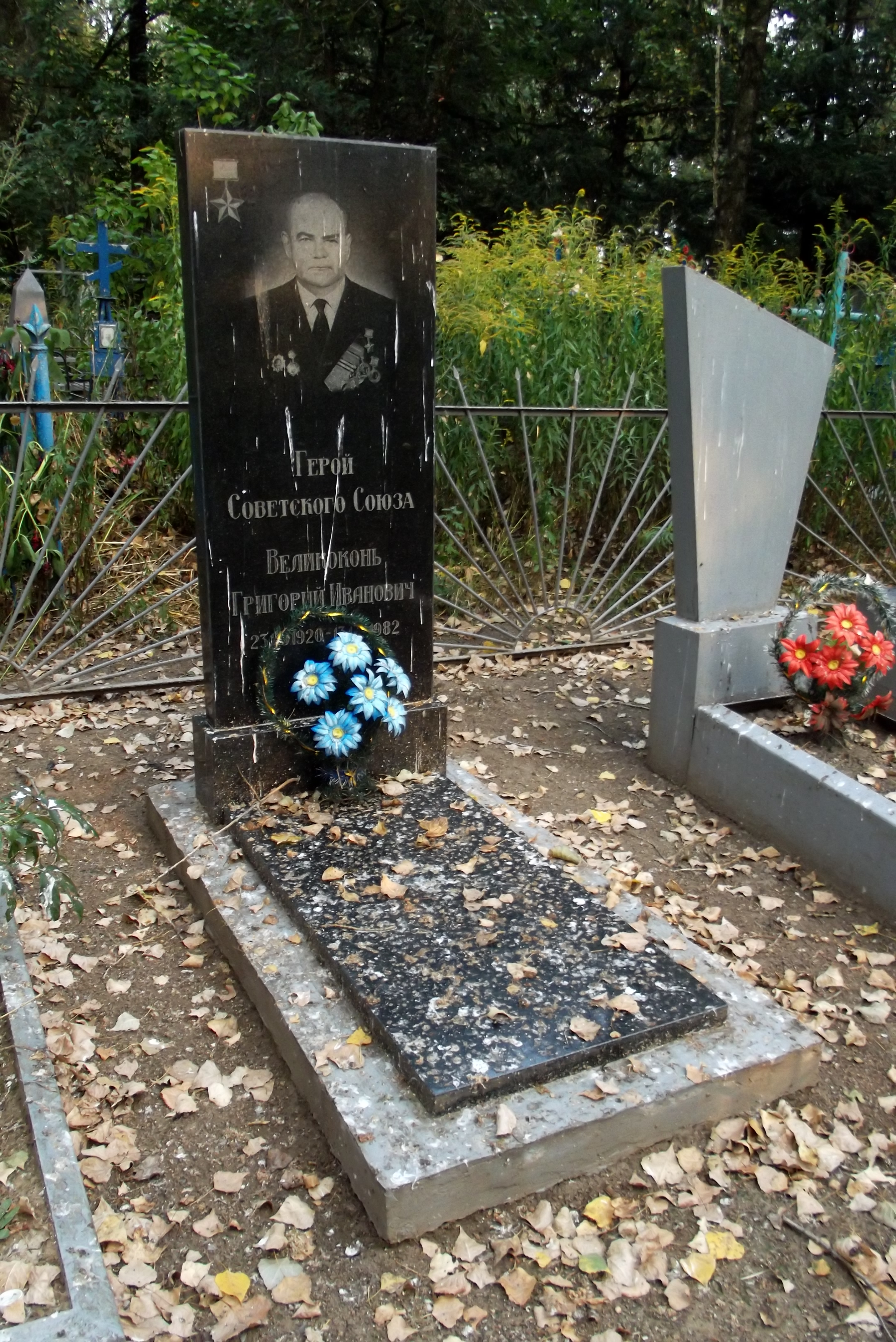
Могила Григорія Великоконя.

Проживав в місті Шостці, працював на хімічному комбінаті, активно брав участь у громадському житті міста. Помер 13 серпня 1982 року, похований на Центральному кладовищі в Артемівському мікрорайоні Шостки.

## Нагороди
Також нагороджений низкою медалей, в тому числі медаллю «За відвагу»[джерело?].